# Харатин, Игорь Игоревич
Игорь Игоревич Харатин (укр. Ігор Ігорович Харатін; род. 2 февраля 1995[…], Мукачево, Закарпатская область) — украинский футболист, полузащитник клуба «Верес». Выступал за сборную Украины.

## Клубная карьера
Игорь начинал свою карьеру скромном «Мукачево», откуда в 2004 году перешёл в спортивную школу киевского «Динамо». Первыми тренерами игрока были Алексей Дроценко и Александр Шпаков. Его дебют за «Динамо» состоялся 18 мая 2014 года в матче чемпионата Украины против «Зари». Летом 2015 года покинул «Динамо», однако в феврале 2016 года подписал новый контракт с «Динамо», после чего на правах аренды перешёл в харьковский «Металлист».
30 декабря 2018 года подписал контракт с венгерским клубом «Ференцварош».

## Карьера в сборной
Игорь выступал за юношеские сборные своей страны. Он принимал участие на юношеском чемпионате Европы 2014. 6 сентября 2020 года дебютировал за сборную Украины в матче против Испании.

## Достижения
- Чемпион Венгрии (3): 2018/19, 2019/20, 2020/21